# Крепость (фильм, 2021)
«Крепость» (англ. Fortress) — американский  боевик режиссёра Джеймса Каллена Брэссака. В США фильм вышел в ограниченном прокате 17 декабря 2021 года. В России фильм вышел в онлайн-кинотеатрах 30 июня 2022 года.

## Сюжет
Роберт Майклс — отставной агент ЦРУ, живущий в сверхсекретном прибежище для отставных офицеров разведки США. Однажды его сын едет к нему с деловым визитом, но за ним следует старый враг Роберта, Бальзари. Бальзари с группой приспешников проникают на территорию прибежища с целью вернуть себе деньги, которые в своё время Роберт, работая под прикрытием, украл у него, спрятав на одном из правительственных криптовалютных счетов.

## В ролях
- Джесси Меткалф — Пол Майклс
- Брюс Уиллис — Роберт Майклс
- Чад Майкл Мюррей — Фредерик Бальзари
- Эрик Уэст — Мэтьюз
- Келли Грейсон — Кейт Тейлор
- Сер’Дариус Блэйн — Улисс
- Майкл Сироу — Кен Блейн
- Шеннен Доэрти  — Бригадный генерал Барбара Доббс
- Каталина Витери — София
- Натали Бёрн — Сандра
- Луис Да Силва мл. — Аксель
- Шон Кэнан — Влад
- Лорен Элиз МакКорд — Гарнер

## Производство
Съёмки начались 3 мая 2021 года в Пуэрто-Рико. 15 мая 2021 года режиссёр Джеймс Каллен Брессак заявил, что съёмки первого фильма завершены. Второй фильм под названием «Крепость 2: Глаз снайпера» снимался параллельно с первым; производство второго фильма завершилось 3 ноября 2021 года.